# Dacnusa clematidis
Dacnusa clematidis är en stekelart som beskrevs av Griffiths 1967. Dacnusa clematidis ingår i släktet Dacnusa och familjen bracksteklar. Inga underarter finns listade i Catalogue of Life.